# Răzvan Ionescu
Răzvan Ionescu (n. 27 iulie 1967) este un fost deputat român în legislatura 2000-2004, ales în județul Bihor pe listele partidului PSD. Răzvan Ionescu a fost membru în grupurile parlamentarer de prietenie cu Republica Indonezia, Statul Israel și Ucraina.  

## Legături externe
- Răzvan Ionescu Arhivat în 5 martie 2024, la Wayback Machine. la cdep.ro